# 撒哈拉沙漠

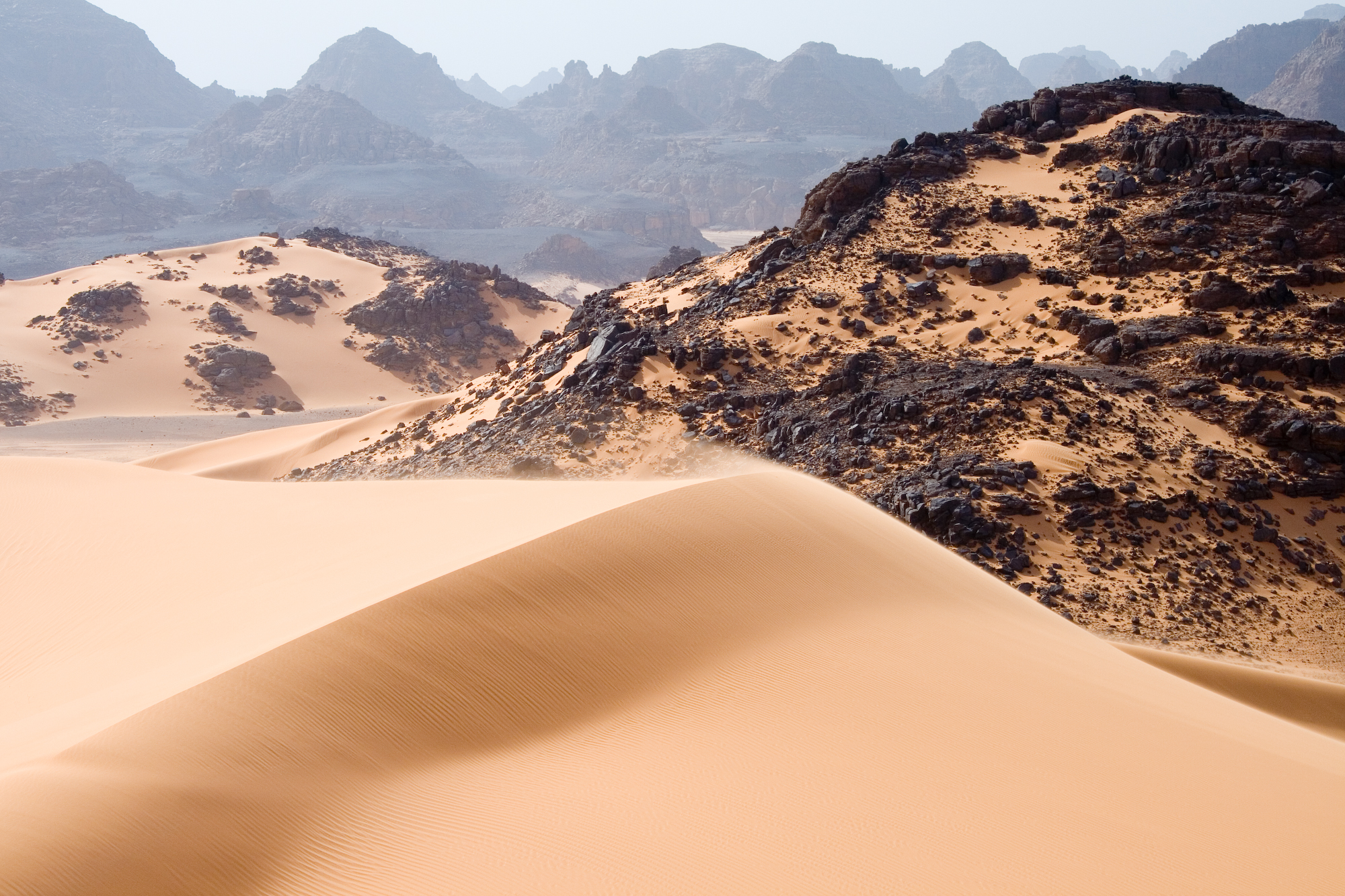
利比亞塔德拉爾特阿卡庫斯的移動沙丘

撒哈拉沙漠（阿拉伯语：الصحراء الكبرى，aṣ-Ṣaḥrāʾ al-Kubrā ， 清朝直譯大沙漠）是世界最热的荒漠，亦是世界第三大荒漠，仅次于南极和北极，同时也是世界上最大的沙漠，但並非世界最大的流動沙漠，其总面积超过9,400,000平方（3,600,000平方英里），与美国国土面积相当。撒哈拉沙漠东至红海（包括地中海海岸的一部分），西至大西洋，南部边界则为萨赫勒和撒哈拉以南非洲中部和西部的北端地区。撒哈拉沙漠中的一些沙丘高度可达180（590英尺）。“撒哈拉”为阿拉伯语中“沙漠”（ ṣaḥārā  [ˈsˤɑħɑːrɑː]）一词的复数形式。

## 概况

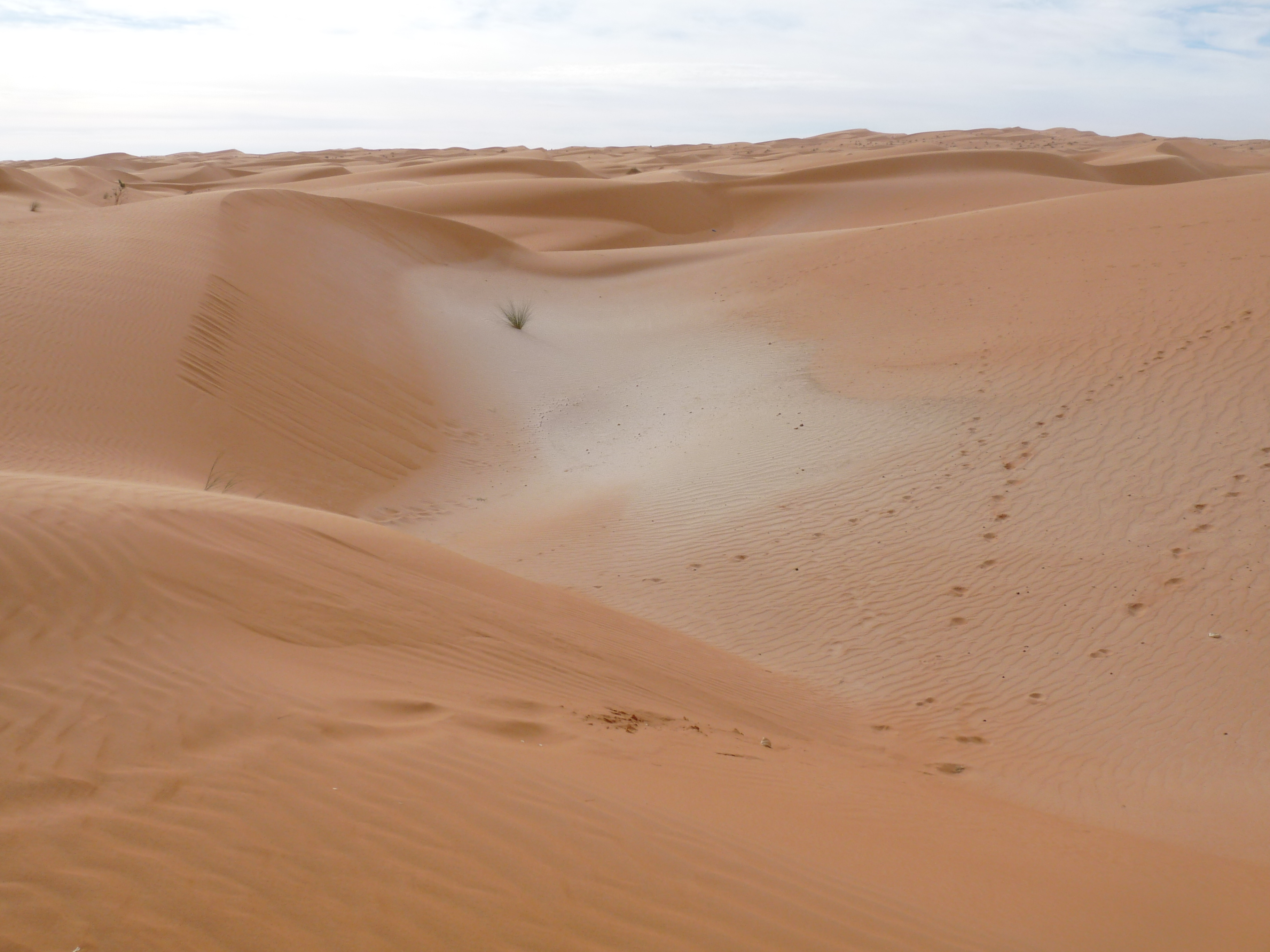
毛里塔尼亚境内的Adrar沙漠

撒哈拉沙漠西至大西洋沿岸，北接阿特拉斯山脉和地中海，东抵红海，南达苏丹地区和尼日尔河河谷。雖稱為沙漠，但並非想像中的黃沙萬里，此沙漠五色(黃、白、黑、綠、紅)具全，並非只有黃沙。地貌上連綿沙丘、流動沙漠並不常見，反而是岩漠、礫漠、泥漠與沙漠混雜。撒哈拉沙漠可以分西撒哈拉、中部的阿哈加尔高原、提贝斯提高原和艾尔高原、以及最为干旱的泰内雷沙漠和利比亚沙漠。其最高点在库西山，位于乍得北部的提贝斯提高原，海拔3,415（11,204英尺）。
撒哈拉沙漠是非洲大陆最大的荒漠，南部界限为半干旱热带稀树草原，称“萨赫勒”；萨赫勒南部为南苏丹和刚果河盆地。萨赫勒沙漠大部分为岩漠，沙漠（被沙丘覆盖的大片地带）只占一小部分。
数千年前人类便生活在萨赫勒沙漠的边缘。在上一个冰河时期，撒哈拉沙漠比今日要湿润许多。超过30,000幅岩刻在此被发现，其中近一半在阿尔及利亚东南部的阿杰尔高原，描绘了河流中的动物，例如鳄鱼等。此外还发现了包括非洲猎龙、约巴龙和豪勇龙在内的恐龙化石。在公元前1600年之后，地球轴心的转移导致气温上升和降雨减少，撒哈拉由此发展至今日模样，无大面积的植被地带，除了尼罗河河谷、小部分的绿洲以及北部高地的地中海植被。
撒哈拉地区的主要族裔群体为柏柏尔人，其中包括图瓦雷克人部落，诸多阿拉伯化的柏柏尔群体例如摩尔人（撒哈威人）、图布人、努比亚人、札加瓦人、卡努里人、豪萨人、桑海人和富拉尼人。撒哈拉地区的重要城市包括毛里塔尼亚首都努瓦克肖特；阿尔及利亚的塔曼拉塞特、瓦尔格拉、贝沙尔、哈西迈萨乌德、盖尔达耶和瓦德；马里的廷巴克图；尼日尔的阿加德兹；利比亚的加特以及乍得的法亚-拉若。

## 地理

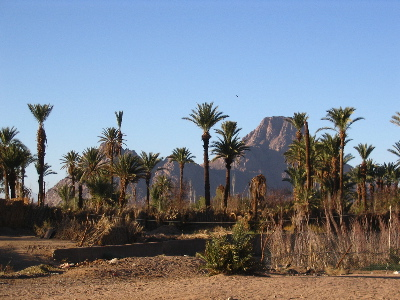
阿哈加爾高原中的綠洲

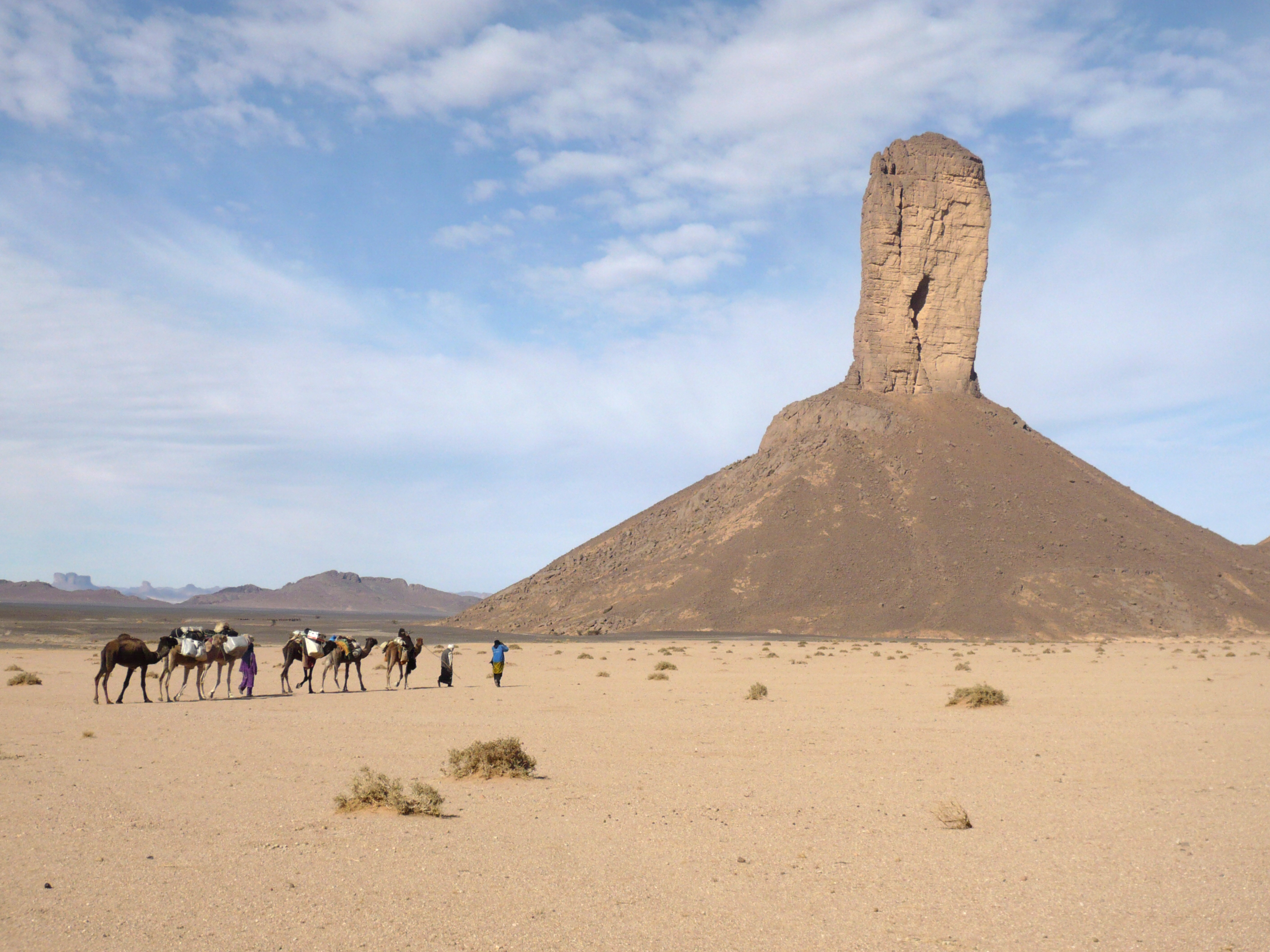
經過风成作用的岩石山嶺

撒哈拉沙漠包括了阿爾及利亞、查德、埃及、利比亞、馬里、茅利塔尼亞、摩洛哥、尼日爾、西撒哈拉、蘇丹、突尼西亞的大部份。撒哈拉沙漠是非洲的African massive中，三大地形分区中的一個。
撒哈拉沙漠的地貌主要是因风成过程而形成，偶爾也有下雨，地貌也包括沙丘、沙丘源、沙質荒漠、岩漠、礫漠、干涸河谷、乾谷及鹽盤，較特殊的地貌有茅利塔尼亞的理查特結構。
在撒哈拉沙漠有一些山嶺、高原及火山，包括埃尔山脉、阿哈加爾高原、撒哈拉阿特拉斯山脈、提貝斯提高原、阿德拉尔山脉及紅海丘陵。撒哈拉沙漠的最高峰是位在北查德提貝斯提高原內的庫西山。
大部份撒哈拉沙漠的河流都是季节性或间歇性，尼羅河是少數的例外，從中非洲橫跨沙漠一直流到地中海。地下的含水层有時會接近地面，形成綠洲，像拜哈里耶绿洲、蓋爾達耶、提米蒙、庫夫拉及锡瓦绿洲。
撒哈拉沙漠的中間非常乾燥，幾乎沒有植物。沙漠的北邊及南邊有高地，有零散的草地及漠境灌木，在乾谷中濕氣比較集中，會有樹木或較高大的漠境灌木。
撒哈拉沙漠的北邊是地中海旁的埃及及利比亞，但在利比亞的昔蘭尼加及馬格里布是北非洲的地中海氣候區，特徵是冬季容易下雨。依照植物學家法蘭克·懷特和地理學家Robert Capot-Rey的植物準則，撒哈拉沙漠的北界對應海棗種植的北界以及細莖針草的南界，撒哈拉沙漠的北界也對應年降雨量100mm的等雨線。

## 历史

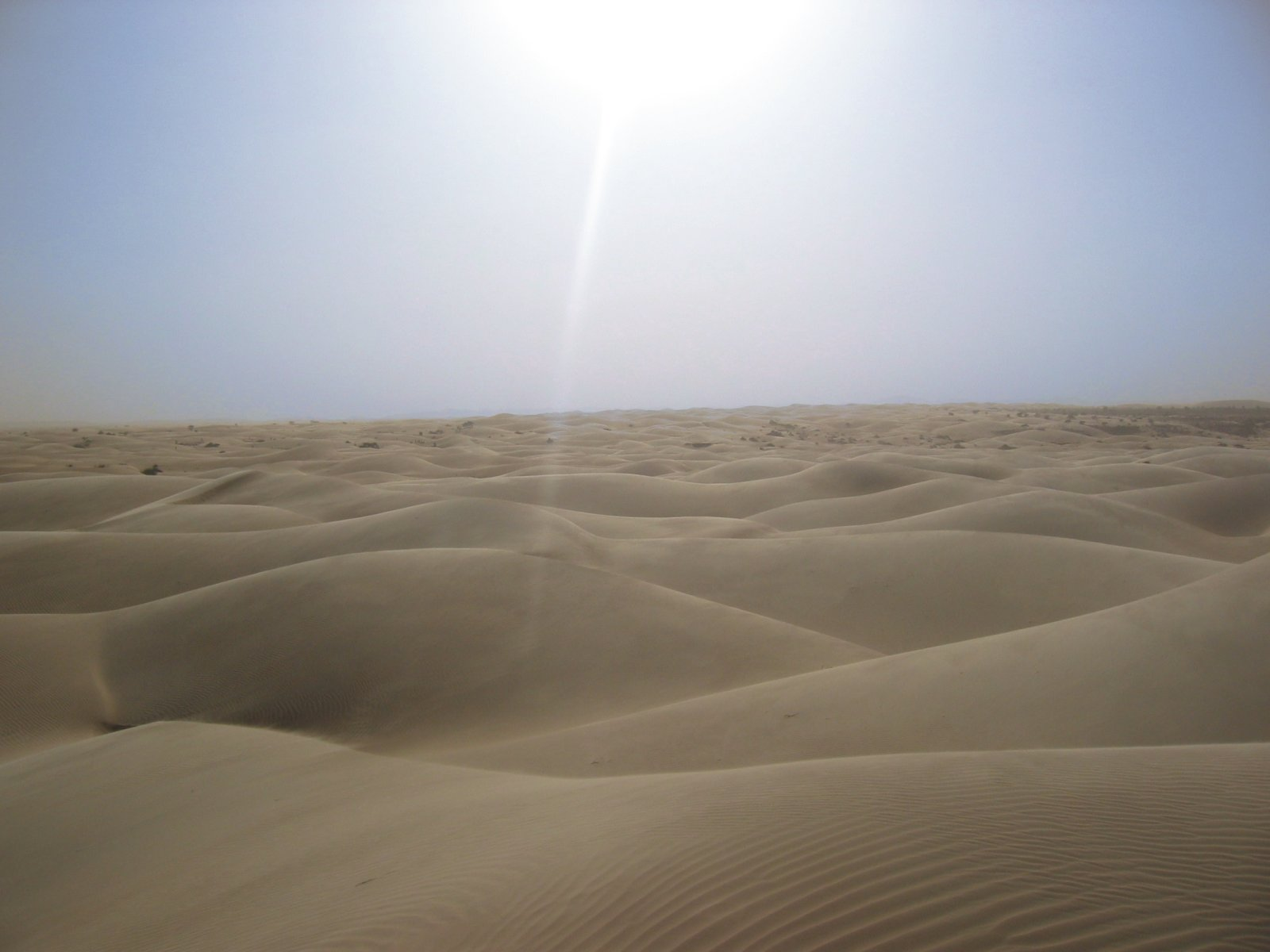

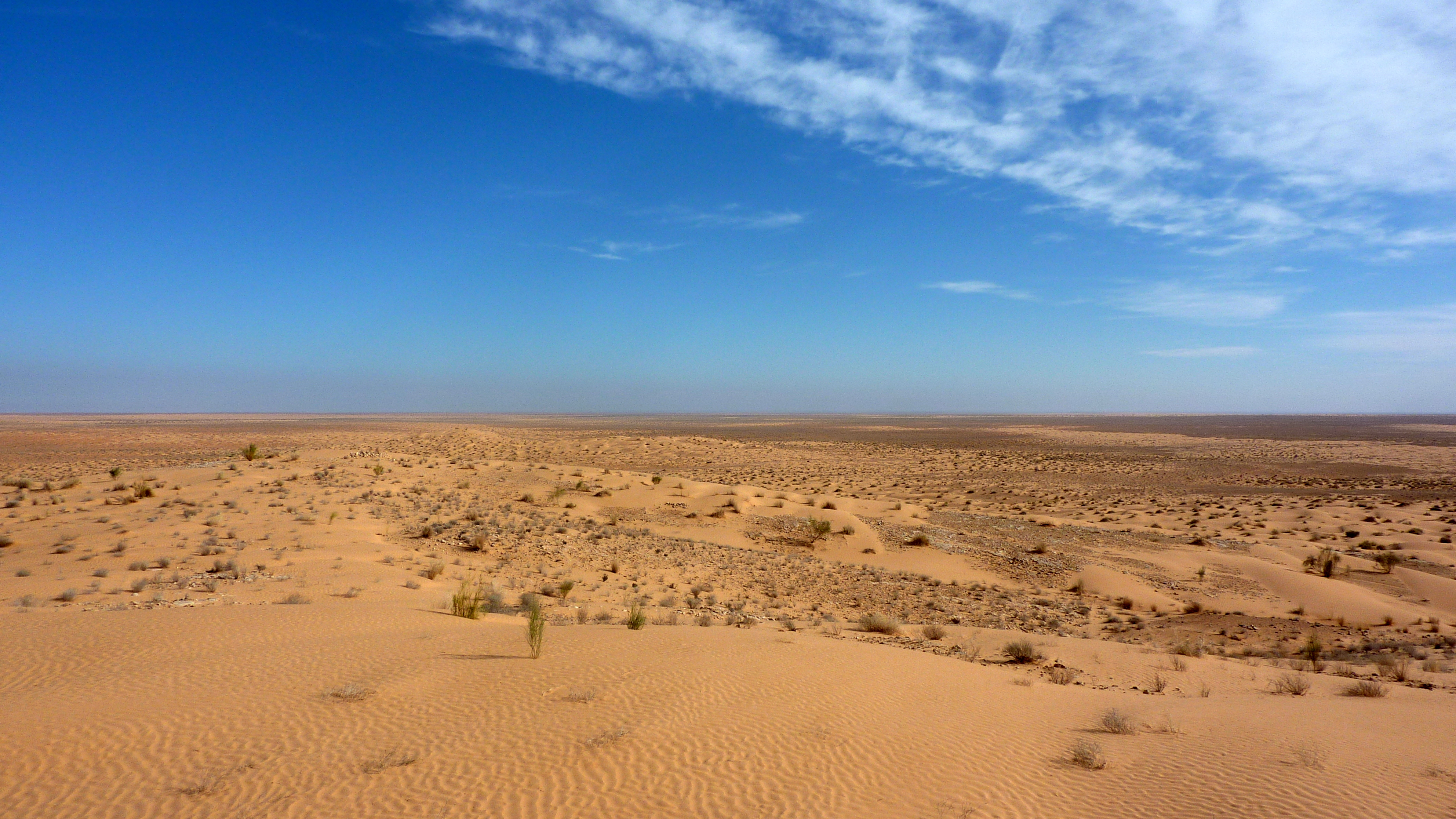

依据撒哈拉沙漠裡的岩画內容，可劃分它們为四个時期，當今稱為四牛時期：

### 黑牛時期
黑牛時期在始新世的前後。撒哈拉當時並未很乾燥，而是廣闊的河流沖積平原。這階段沒有發現人類活動跡象，因此取名黑牛，並非當時有岩画圖像。

### 水牛時期
約從3万5千年前至公元前8000年左右。其岩画主要在阿尔及利亚东南部、乍得和利比亚。它們约畫于公元前10000年至公元前8000年之間，使用目前已在当地绝迹的动物奶汁混合颜料画在岩石上。这些动物包括水牛、象、河马和犀牛。画中人物经常戴著圆型盔帽，使用棍棒、斧头、弓箭，並投擲棍棒击打猎物，但未见标枪。

### 黃牛時期
约从公元前7500年至公元前4000年左右。当地居民开始从事游牧生活，放牧牛、羊。曾经发现陶器和新石器时代经过打磨加工的石斧、石磨和箭头，及一些打猎用的弓箭。放牧的动物是从亚洲引进。后期並发现一些能聚集较多人和牲畜的村落遗迹。

### 奶牛時期
约從公元前3000年到公元前700年左右。这时期有迹象已引进了奶牛、骆驼和马，并从事大规模农业。从腓尼基人学会使用和锻造铁器，可能在公元前1220年前后。腓尼基人其時在当地建立了横跨整个撒哈拉到埃及的大帝国联盟。
公元前2500年，撒哈拉已变成同於目前的大沙漠，是当时人类无法逾越的障碍。仅在其绿洲有一些居民，商业往来很少能穿越沙漠。尼罗河谷是例外，基於水源充分，这里植物生长繁茂，成为人类文明发源地之一。雖然尼罗河仍有几个无法通航的大瀑布，構成商业贸易障碍，但埃及設法将铁器技术，和帝王观念传播到南方的努比亚、阿克蘇姆及更偏南的地方。
公元前500年时，古希腊和腓尼基人逐漸对此地区产生影响。希腊商人於沙漠东部边缘地带开发商机，在红海沿岸建立许多商业殖民地。迦太基人则於大西洋沿岸的沙漠西部开发，但由于大西洋风浪险恶，當地市场也不足，所以他们的探索从未超过现在摩洛哥的范围。中央集权的国家只分布在沙漠北部和东部边缘，权力达不到沙漠腹地，生活在沙漠边缘的人們因此常受到沙漠中游牧的柏柏尔人袭击。
骆驼是入侵此地的阿拉伯人引進，造成了撒哈拉沙漠历史上的最大变化。它们使贸易往来可以穿越沙漠，北方地中海沿岸的酋长们将奶牛和工艺品运到南方，南方的萨赫尔王国由于出口黄金和盐而富裕强大。沙漠绿洲成为商业中心，逐渐被北方的酋长们控制。
這情況持续几个世纪，直到欧洲人发明了大帆船。首先是葡萄牙人绕过撒哈拉去掠奪几内亚的资源，隨后別的欧洲国家接續跟進，撒哈拉就很快失去了商业价值。
撒哈拉沙漠受到當時殖民者忽视，现代却发现很多矿藏具有价值，如阿尔及利亚和利比亚的油气资源，摩洛哥和西撒哈拉的磷矿。

## 人種和語言

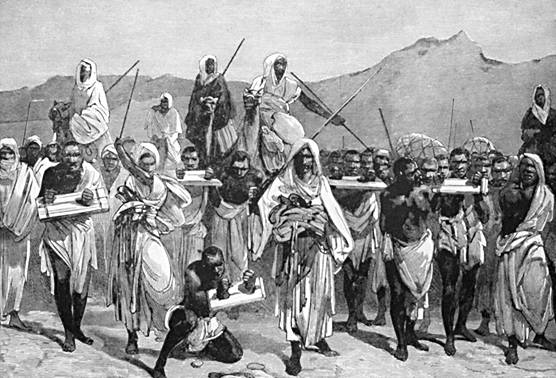
19世紀的雕刻，內容是阿拉伯奴隸交易的篷车穿越撒哈拉沙漠

撒哈拉沙漠地區最主要的語言是阿拉伯語變體，從大西洋一直到紅海。柏柏尔人分佈在西埃及到摩洛哥之間的地帶，包括西撒哈拉的圖瓦雷克人。貝賈人住在埃及東南的红海丘陵及東蘇丹。